# Dora Ciaccia
Dora Ciaccia (Monopoli, 11 agosto 1957) è un'ex cestista italiana.

## Carriera
Con l'Italia ha disputato i Campionati europei del 1978. Ha disputato 31 incontri con la Nazionale Femminile. In carriera ha vinto una coppa dei Campioni con Il GEAS a Nizza il 30 Marzo 1978 in GEAS Sesto San Giovanni - Sparta Praga 74-66, mettendo a referto 11 punti. Sempre con il GEAS ha vinto 5 Scudetti dal 73 al 78.